# Protambulyx marcata
Protambulyx marcata är en fjärilsart som beskrevs av William Schaus 1912. Protambulyx marcata ingår i släktet Protambulyx och familjen svärmare. Inga underarter finns listade i Catalogue of Life.